# Gnomonia curvirostra
Gnomonia curvirostra är en svampart som först beskrevs av James Sowerby, och fick sitt nu gällande namn av Pier Andrea Saccardo 1882. Gnomonia curvirostra ingår i släktet Gnomonia och familjen Gnomoniaceae.   Inga underarter finns listade i Catalogue of Life.